# بيتار جيليتش
بيتار جيليتش (السيريلية الصربية: Петар Jeлић; ولد في 18 تشرين الأول / أكتوبر 1986) هو لاعب كرة قدم دولي من صرب البوسنة والهرسك كان يلعب مع نادي راد بيوغراد في الدوري الصربي لكرة القدم.

## وصلات خارجية
- بيتار جيليتش على موقع الاتحاد الأوربي (الإنجليزية)
- بيتار جيليتش على موقع قاعدة بيانات كرة القدم.إي يو (الإنجليزية)
- بيتار جيليتش على موقع ناشيونال فوتبول تيمز (الإنجليزية)
- بيتار جيليتش على موقع Soccerway.com (الإنجليزية)